# ダーリンとマドンナ
『ダーリンとマドンナ』は、吉川友の5枚目のシングル。2012年9月26日にユニバーサル ミュージック ジャパンの社内レーベルであるユニバーサルJ（現：ポリドールレコード）から発売された。
。

## 概要
初回限定盤A・B・通常盤・チケット付きCDの4種リリース。初回限定盤A・通常盤にはカップリング曲「私がオバさんになっても」が収録されており、初回限定盤Bにはカップリング曲「Twinkle Days」が収録されている。また、初回限定盤Aには表題曲のミュージック・ビデオと、同ミュージック・ビデオを撮影した際のメイキング映像が収録されたDVDが付属しており、初回限定盤Bには表題曲のミュージック・ビデオのclose-up versionと、初回限定版Aと同じメイキング映像が収録されたDVDが付属している。
表題曲「ダーリンとマドンナ」は、テレビ東京系『戦国コレクション』のエンディングテーマである。前作「ここから始まるんだ!」同様、ボカロPであるSmileRのサウンドプロデュースによる曲であり、曲調はエレクトロロックである。
ミュージックビデオは2012年9月6日に公開されたが、それとは別に、前作同様MMD（MikuMikuDance）バージョンも作成され、吉川のカバーアルバム『ボカリスト?』の初回限定版DVDに収録されている。
初回限定盤A・通常盤のカップリング曲「私がオバさんになっても」は、吉川の事務所の先輩である森高千里の曲のカバーであるが、オリジナルよりテンポが速くなっている。この曲は、ボカロPの八王子Pがプロデュースを担当している。また、アルバム『ボカリスト?』の収録曲となっている。
初回限定盤Bのカップリング曲「Twinkle Days」は、ボカロPの19'S SOUND FACTORY(19 -iku-)のプロデュースによる曲であり、宇宙や天体がテーマとなっている。

## 収録曲

### 初回限定盤A・通常盤
1. ダーリンとマドンナ
作詞・作曲・編曲：SmileR
2. 私がオバさんになっても
作詞：森高千里、作曲：斉藤英夫、編曲：八王子P
3. ダーリンとマドンナ(Instrumental)
4. 私がオバさんになっても(Instrumental)

### 初回限定盤B
1. ダーリンとマドンナ
2. Twinkle Days
作詞・作曲・編曲：19 -iku-
3. ダーリンとマドンナ(Instrumental)
4. Twinkle Days(Instrumental)